# ツヴィッカウ市電
ツヴィッカウ市電（ツヴィッカウしでん、ドイツ語: Straßenbahn Zwickau）は、ドイツ（旧：東ドイツ）の都市・ツヴィッカウ市内に路線網を有する路面電車。2020年現在はツヴィッカウ都市交通事業（Städtische Verkehrsbetriebe Zwickau、SVZ）によって運営されており、ツヴィッカウ・モデルとも呼ばれる、規格が異なる普通鉄道からの直通運転が行われている事でも知られている。

## 概要・歴史

### 開業から東ドイツ時代まで
ツヴィッカウ市内の路面電車の歴史は1892年にニュルンベルクやマインツの企業によるコンソーシアムによる市内の軌道交通や発電所の建設がツヴィッカウ市によって認可された事に始まった。翌1893年に発電所の稼働が開始した後、1894年4月からは路面電車の試運転が始まり、翌月の5月6日、ツヴィッカウ市電は営業運転を開始した。以降は路線の延伸が続き、1926年に系統名が色から数字に変更された時点で4つの系統が存在した。また、その間の1916年にはツヴィッカウ市電や発電所の運営権がコンソーシアムからツヴィッカウ市に移管され、1927年からは路線バスの運行も開始された。
1936年にはツヴィッカウ中央駅が開業した事に合わせて折り返し用ループ線を備えた路線の延伸が実施され、1938年に開設されたトロリーバスと共にツヴィッカウ市電は重要な市内の公共交通機関として活躍したが、第二次世界大戦中は一部の系統の運休を余儀なくされ、1945年4月には空襲により全区間の営業運転が停止した。ドイツの敗戦後の5月以降は運行が再開されたものの、アメリカ軍とソビエト連邦軍の占領区域の影響により、3号線については区間を縮小したうえで復旧工事が行われた。
戦後、東ドイツの路線となったツヴィッカウ市電を始めとするツヴィッカウ市の公共交通機関は、幾度かの再編を経て1951年以降人民公社であるツヴィッカウ市輸送会社（VEB Verkehrsbetrieb der Stadt Zwickau）によって運営される事となった。路線の再度の拡大は1962年から実施され、1965年からは乗客自身が乗車券に刻印を行う信用乗車方式に移行した。その一方で1975年には路線バス路線の拡張により旧市街に路線を有していた3号線が廃止されている。その後、1982年に運営組織が再編され、カール＝マルクス＝シュタット県が運営するツヴィッカウ都市交通輸送会社（VEB Städtischer Nahverkehr Zwickau）となった。
車両については開業時から長らく2軸車が使用されていたが、1987年に初の連接車となるKT4Dの導入が開始された。当初はプラウエン（プラウエン市電）からの転属車両が使用されたが、後にチェコスロバキア（現：チェコ）のČKDタトラ製の新造車両も導入された。KT4Dはその後のツヴィッカウ市電の主力車両となり、1989年に延伸された1号線の区間にもKT4Dが集中的に導入された。

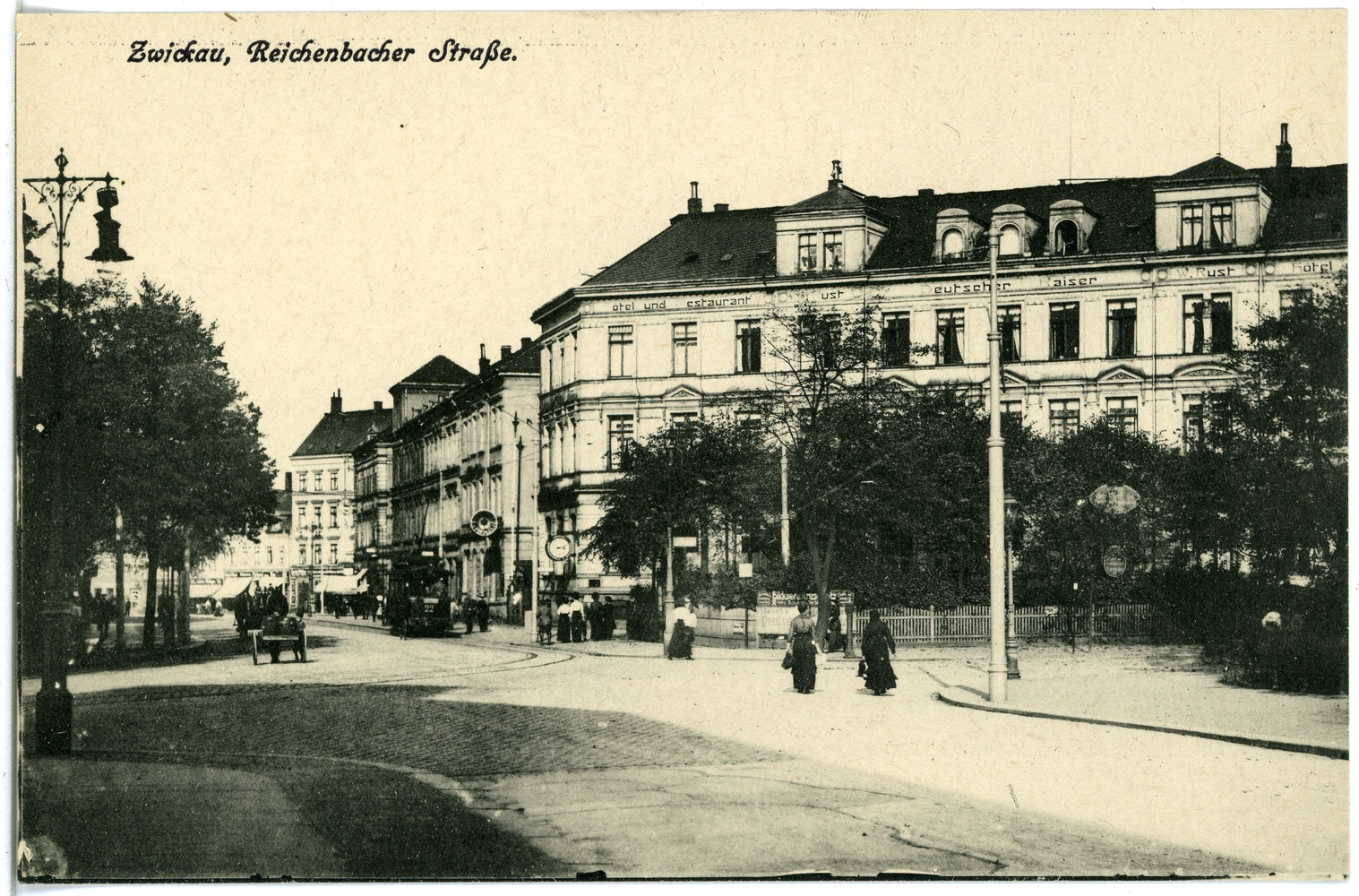
1915年のツヴィッカウ市電
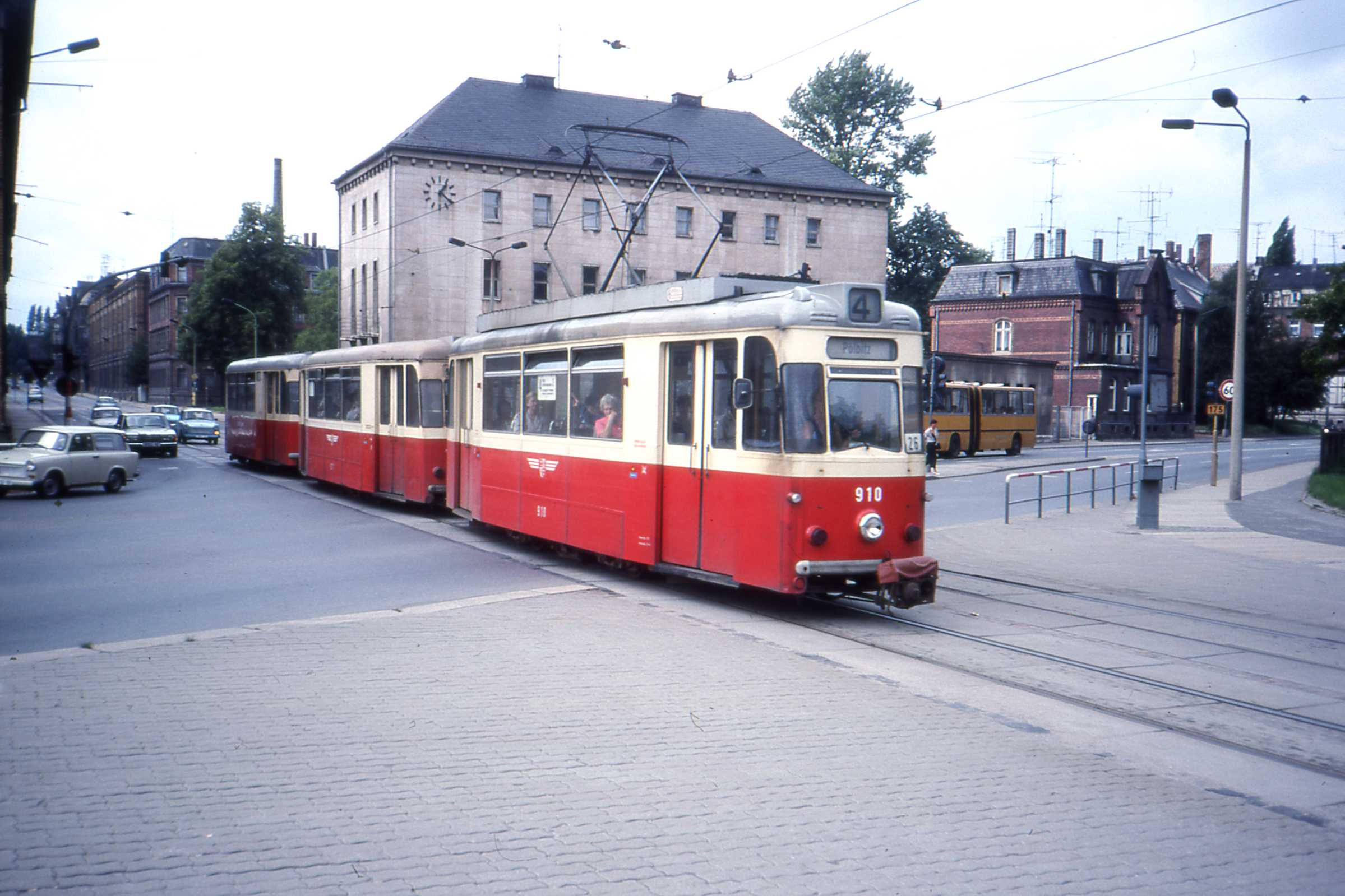
東ドイツ末期の2軸車（ゴータカー）（1989年撮影）

### ドイツ再統一後
ドイツ再統一直前の1990年にツヴィッカウ市都市交通輸送会社（Städtischer Nahverkehr Zwickau GmbH）に再編された後、1991年以降路面電車を含むツヴィッカウ市の公共交通機関はツヴィッカウ都市交通事業（Städtische Verkehrsbetriebe Zwickau、SVZ）によって運営されている。同組織は設立以降ツヴィッカウ市電の積極的な近代化（ライトレール化）を推し進めており、1992年には2号線の延伸が行われ、1999年10月1日には旧市街の路線・3号線が事実上の復活を果たし、2005年にも2号線の更なる延伸が実施されている。また車両についても1993年以降超低床電車の導入が行われ、長らく使用されていた2軸車（ゴータカー）は1995年10月28日をもって営業運転を終了している。2019年には開通から125周年を迎え、東ドイツ時代から使用されているKT4Dの塗装復元や車庫の一般公開などのイベントが開催されているが、東ドイツ時代に敷設された路線や施設の老朽化が課題となっており、後述の通り長期運休を余儀なくされている路線も現れている。

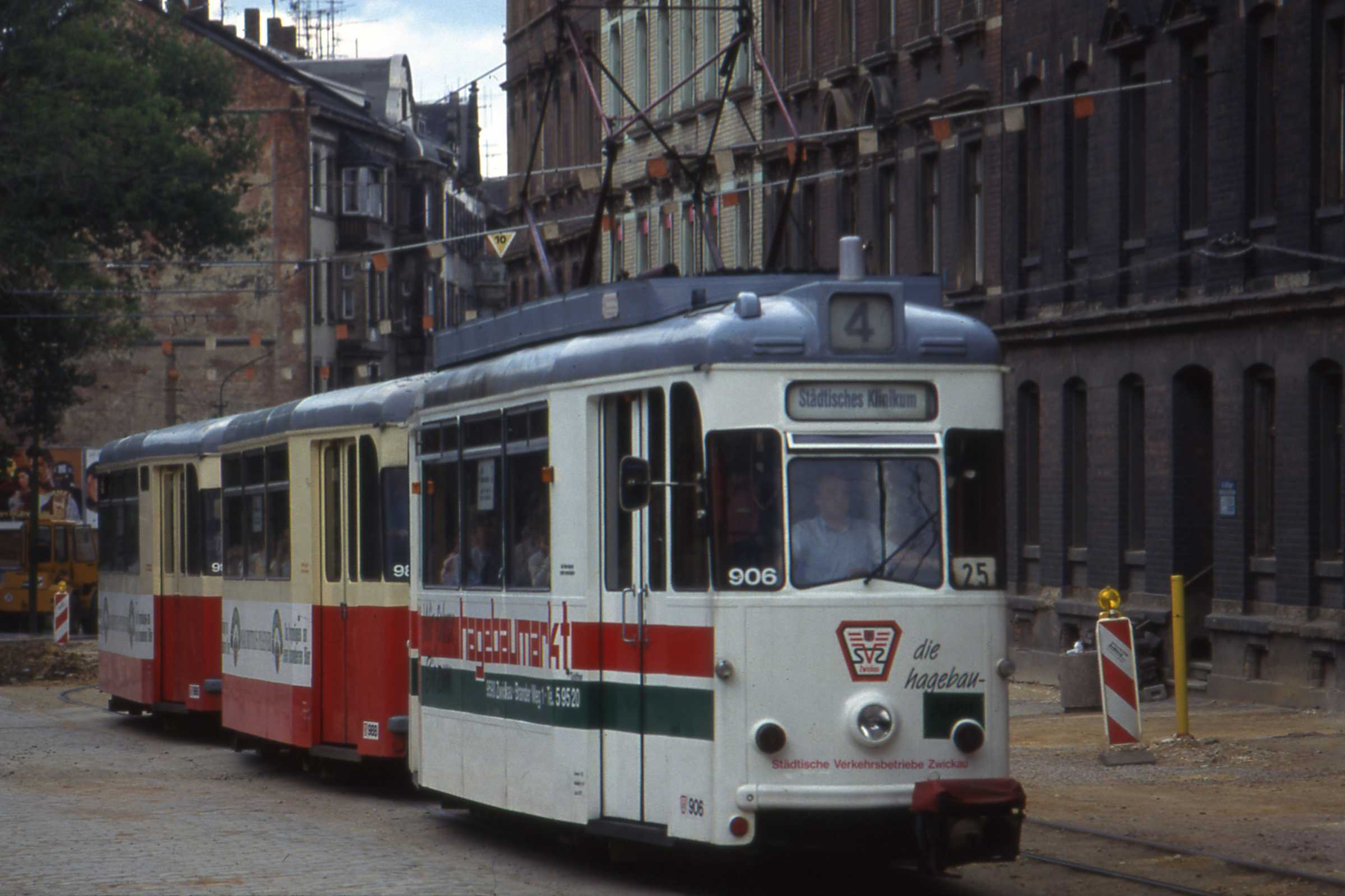
ドイツ再統一直後の2軸車（ゴータカー）（1993年撮影）
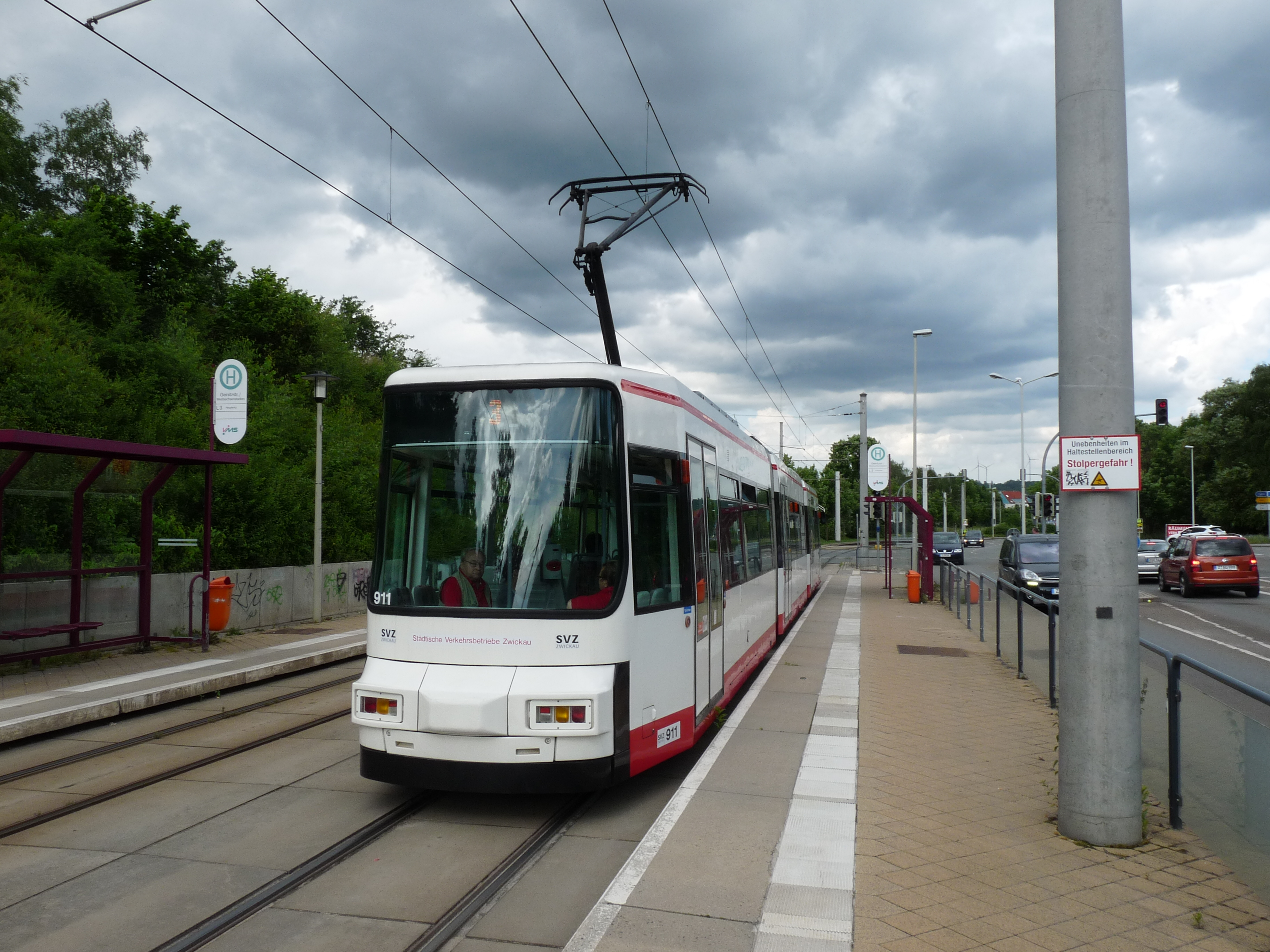
超低床電車は1990年代前半に導入された（2016年撮影）
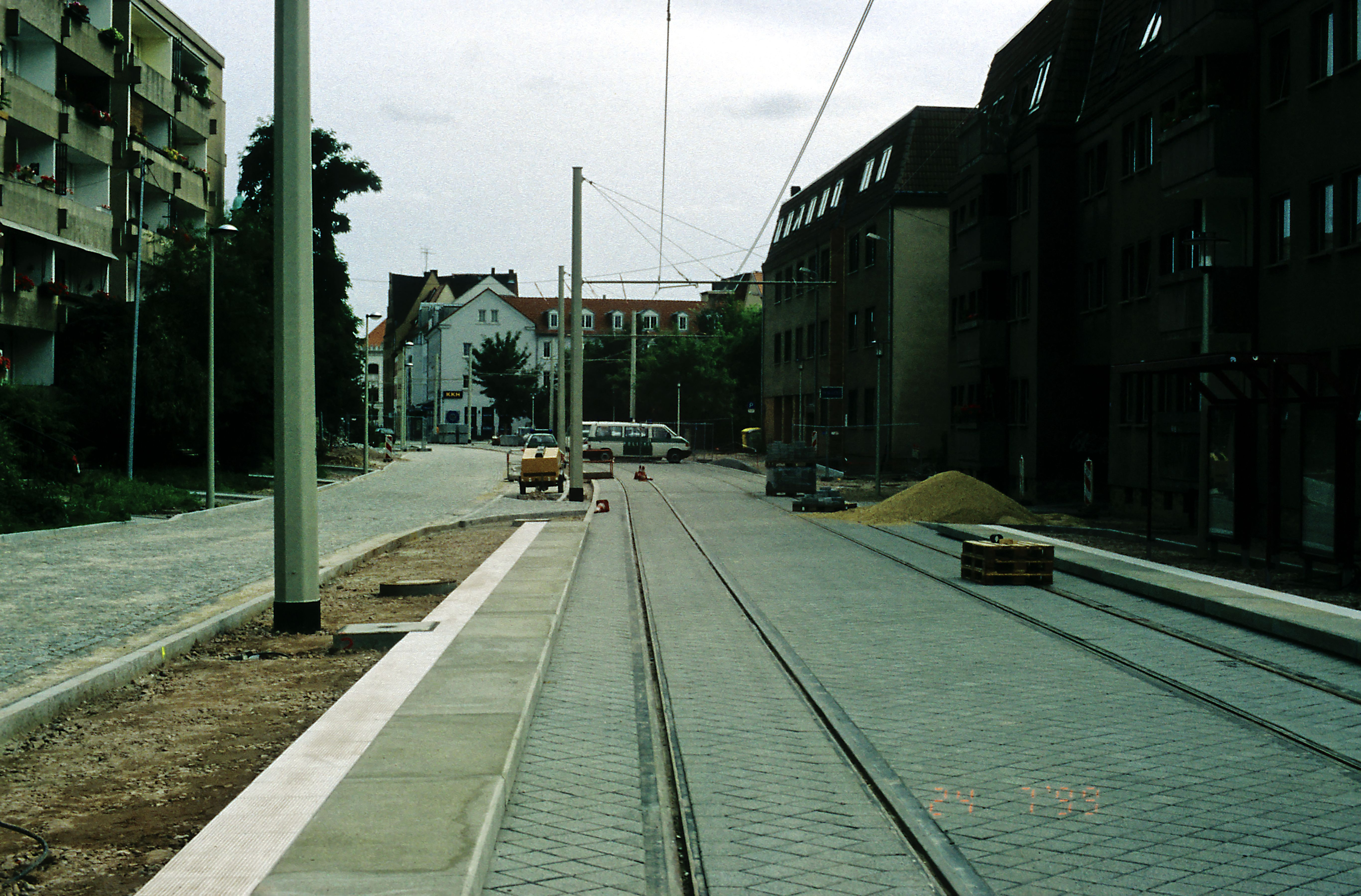
延伸工事中の旧市街（1999年撮影）

### ツヴィッカウ・モデル
1999年に開通した路線（3号線）のうち、シュタットハレ駅（Stadthalle）から旧市街にあるツヴィッカウ・チェントルム駅（Zwickau-Zentrum）までの全長1.4 kmの区間には、ツヴィッカウ郊外で列車の運行を行っているフォークトラント鉄道（Vogtlandbahn）の気動車が直通運転（片乗り入れ）を実施している。フォークトラント鉄道（1,435 mm）とツヴィッカウ市電（1,000 mm）は軌間が異なるため、直通区間には双方の軌間に対応した三線軌道が敷かれている他、直通運転に使用される気動車についてはブレーキランプやウィンカーなどドイツの路面電車規格（BOStrab）に適する機器が搭載されている。また、同時に運用が始まったツヴィッカウ中央駅からグリュック・アウフ・センター駅までのフォークトラント鉄道の区間については、廃止された貨物鉄道の線路が転用されている。
1999年5月30日に実施されたダイヤ改正で直通運転のダイヤが設定され、ツヴィッカウ市電の電車よりも先に乗り入れが始まった。これにより、ツヴィッカウ中心部から離れた場所に位置するツヴィッカウ中央駅や郊外地域への利便性が大幅に向上した。開始当初に導入された車両はデュワグとシーメンスが共同開発した低床気動車のレギオスプリンターであったが、2020年現在はシュタッドラー・レールが展開するレギオシャトルRS1が用いられている。この運転形態は規格が異なる普通鉄道と路面電車を直通するトラムトレインの1つとして位置づけられ、ツヴィッカウ・モデル（Zwickauer Modell）とも呼ばれている。

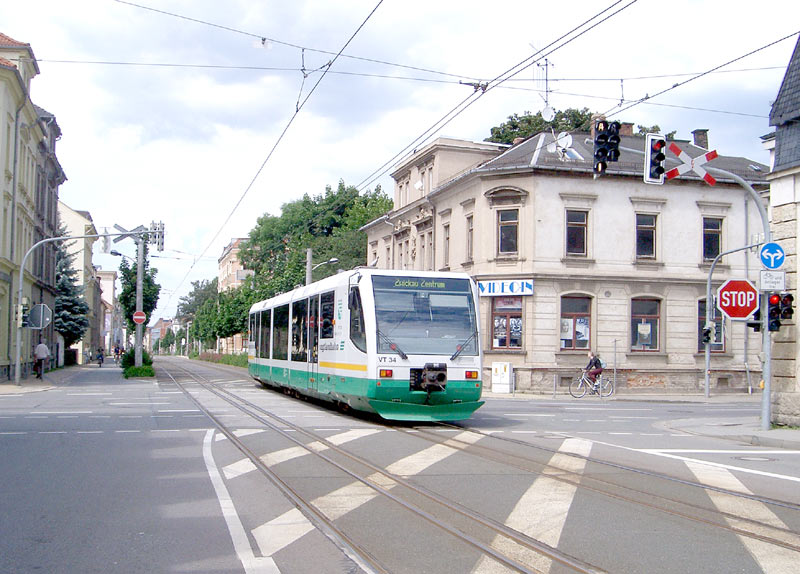
ツヴィッカウ市電に乗り入れるレギオスプリンター（ドイツ語版）（2005年撮影）
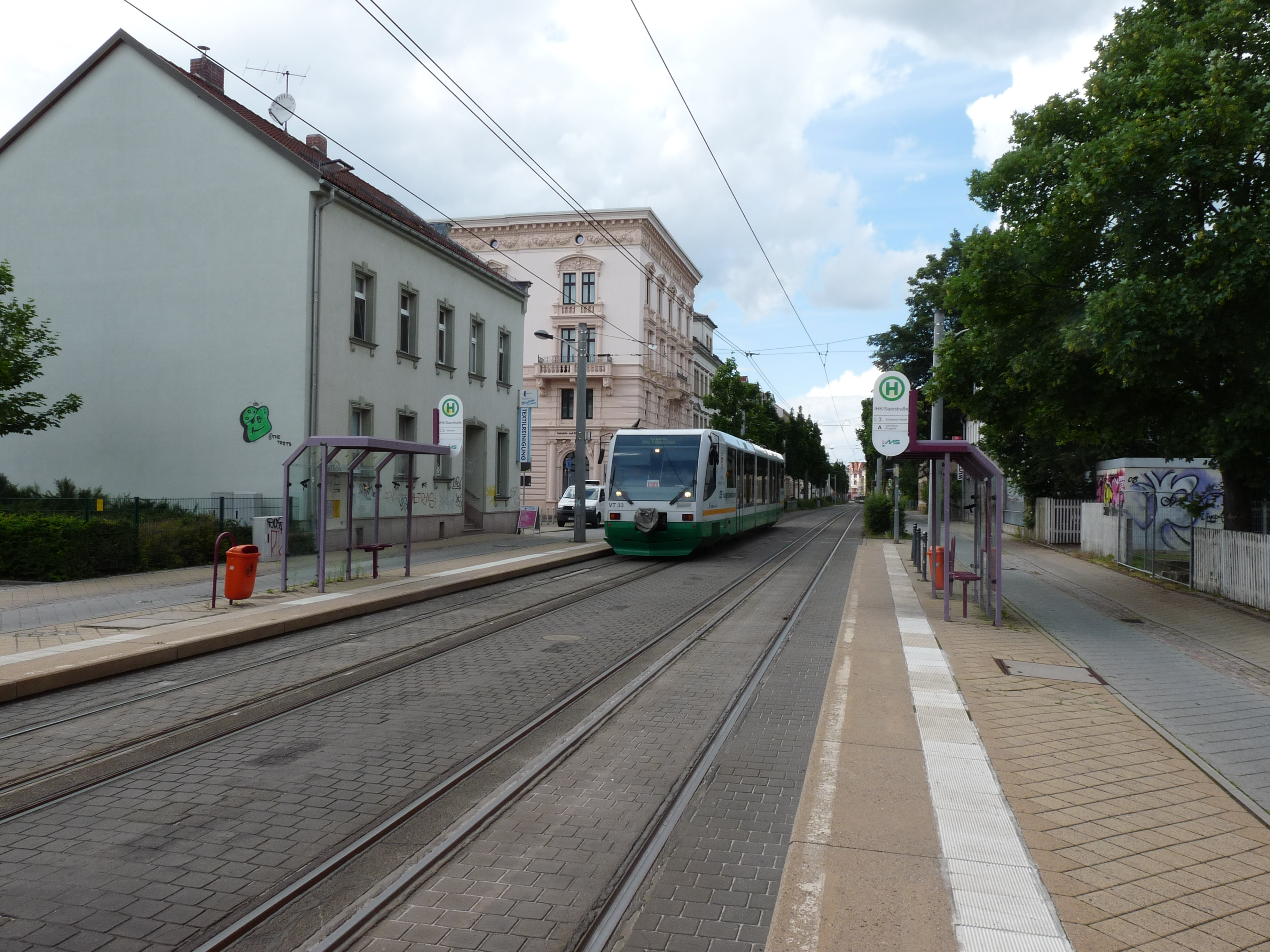
フォークトラント鉄道（ドイツ語版）の列車は途中の電停にも停車する（2016年撮影）

## 運用
ツヴィッカウ市電の路線網のうち、ツヴィッカウ中央駅方面の区間については線路の老朽化が進み脱線の危険がある事から2019年12月13日以降長期に渡って運行を休止しており、改修工事の開始は早くても2023年が見込まれている。そのため、2020年現在これらの区間を走る系統は全て休止しており、ツヴィッカウ市電は以下の2系統でのみ運行されている。平日の始発列車の発車時刻は非常に早く、3号線は午前2時57分、4号線は午前3時10分から運行を開始する。また、8箇所の電停については利用時に事前の予約が必要なオンデマンド方式が用いられている。
| 系統番号 | 起点                 | 終点               | 備考・参考                                                                                   |
| -------- | -------------------- | ------------------ | -------------------------------------------------------------------------------------------- |
| 3        | Eckersbach           | Neuplanitz Abfahrt | 始発列車を含む一部列車は区間運転を実施                                                       |
| 4        | Städtisches Klinikum | Pölbitz            | 始発列車を含む一部列車は区間運転を実施 Betriebshof Schlachthofstraße電停には一部列車のみ停車 |

## 車両
2020年現在、ツヴィッカウ市電に在籍する営業用車両は2形式・31両である。また、これら以外にも営業運転を退いた旧型電車が4両現存し、1994年に設立されたツヴィッカウ交通機関愛好協会（Freunde des Nahverkehrs Zwickau e.V.）による動態保存が実施されている。

### KT4D

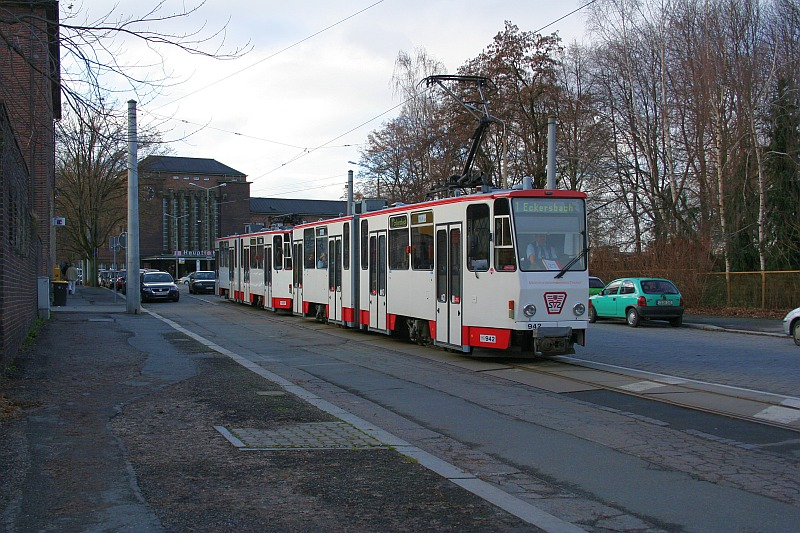
KT4D

かつてチェコスロバキア（現：チェコ）に存在した鉄道車両メーカーのČKDタトラが製造した路面電車車両（タトラカー）。急曲線や狭い車両限界など厳しい車両条件に適した構造を有する2車体連接車で、1つの車体に1つのボギー台車が設置されている。ツヴィッカウ市電には東ドイツ末期の1987年から1990年にかけて導入されており、一部車両はプラウエン市電からの転属車両であった。2020年現在の在籍数は20両だが、そのうち1両は事業用車両に改造されているため、営業運転に用いられるのは19両（928 - 949、一部欠番あり）である。

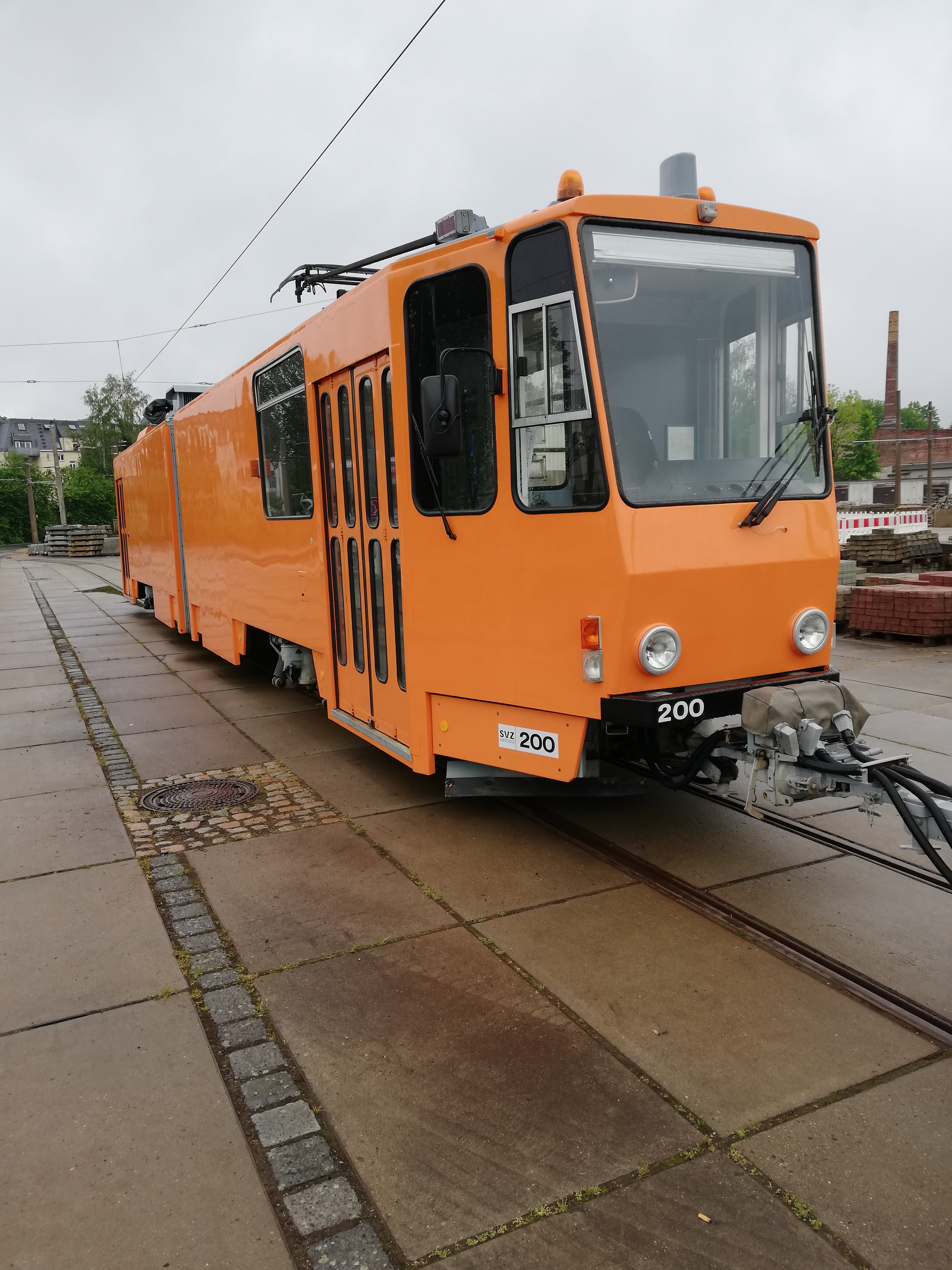
事業用車両に改造されたKT4D（2019年撮影）

| KT4D 主要諸元 | KT4D 主要諸元 | KT4D 主要諸元 | KT4D 主要諸元 | KT4D 主要諸元 | KT4D 主要諸元 | KT4D 主要諸元 | KT4D 主要諸元 | KT4D 主要諸元 | KT4D 主要諸元 |
| 導入年        | 編成          | 全長          | 全幅          | 重量          | 定員          | 定員          | 出力          | 出力          | 参考          |
| 導入年        | 編成          | 全長          | 全幅          | 重量          | 着席          | 立席          | 主電動機      | 車両          | 参考          |
| ------------- | ------------- | ------------- | ------------- | ------------- | ------------- | ------------- | ------------- | ------------- | ------------- |
| 1987-90       | 3車体連接車   | 18,110mm      | 2,220mm       | 20.3t         | 34人          | 119人         | 40kw          | 160kw         | [ 1 ] [ 2 ]   |

### GT6M/NF

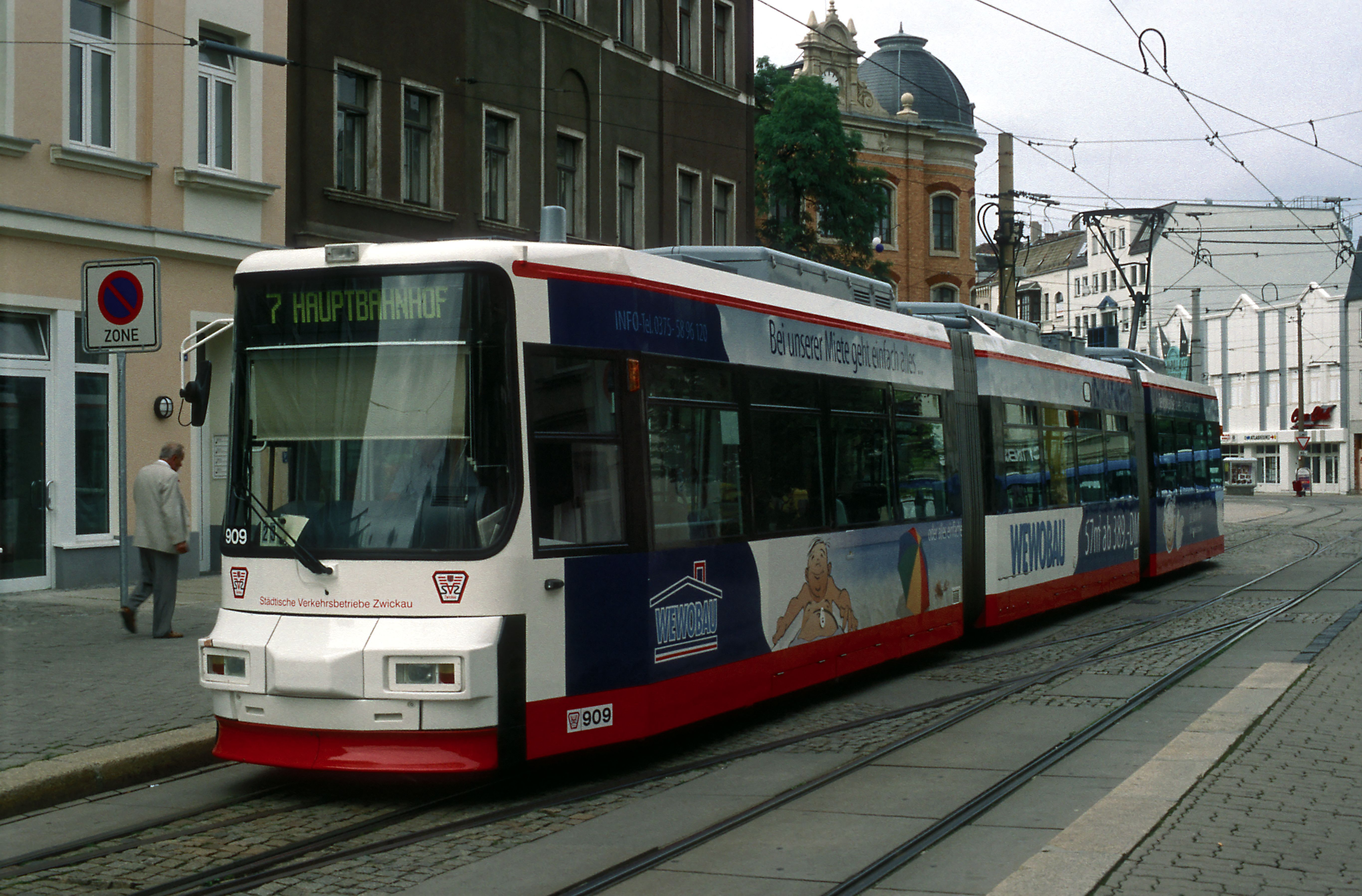
GT6M/NF

車内全体の床上高さが350 mmに統一された、バリアフリーに適した3車体連接式の超低床電車。ツヴィッカウ市電には旧東ドイツ地域の路面電車における初の超低床電車として1993年から1994年にかけて12両（901 - 912）が導入され、残存していた2軸車を完全に置き換えた。2010年代後半からはチェコのセゲレツ（Cegelec a.s）とドイツのドイツ鉄道車両整備会社（Deutschen Bahn Fahrzeuginstandhaltung GmbH）によって電気機器の交換、運転台の再設計、車内の整備および塗装変更など延命を兼ねた大規模な更新工事が行われる事が決定し、2019年に完了した917を皮切りに2022年までに全車の工事が完了している。
| GT6M/NF 主要諸元 | GT6M/NF 主要諸元 | GT6M/NF 主要諸元 | GT6M/NF 主要諸元 | GT6M/NF 主要諸元 | GT6M/NF 主要諸元 | GT6M/NF 主要諸元 | GT6M/NF 主要諸元 | GT6M/NF 主要諸元 | GT6M/NF 主要諸元 |
| 導入年           | 編成             | 全長             | 全幅             | 重量             | 定員             | 定員             | 出力             | 出力             | 参考             |
| 導入年           | 編成             | 全長             | 全幅             | 重量             | 着席             | 立席             | 主電動機         | 車両             | 参考             |
| ---------------- | ---------------- | ---------------- | ---------------- | ---------------- | ---------------- | ---------------- | ---------------- | ---------------- | ---------------- |
| 1993-94          | 3車体連接車      | 27,260mm         | 2,300mm          | 28.0t            | 61人             | 131人            | 100kw            | 300kw            | [ 1 ] [ 2 ]      |

### 動態保存車両
- 7 - 元はプラウエン市電で使用されていた1912年製の2軸車（電動車）。新型車両の導入により余剰となったが、1968年のツヴィッカウ市電75周年に合わせて同市電に譲渡され、以降動態保存車両として在籍している[18]。
- 17 - 元はエスリンゲン・アム・ネッカー市電（ドイツ語版）の車両（電動車）として1912年に製造された車両。その後、シュトゥットガルト市電やロイトリンゲン市電（ドイツ語版）を経て1970年代以降は博物館で保存されていたが、1992年にツヴィッカウ市電に譲渡された上でポーランド・クラクフで付随車の17に改造され、翌1993年から7と連結する形で使用されている[18]。
- 92 - 1960年に東ドイツのゴータ車両製造人民公社が製造した2軸車のT59形（ゴータカー）。1995年10月28日の営業運転終了時まで使用された車両で、再整備の上で1997年から動態保存運転に用いられている[19]。
- 113 - 92と同年に製造されたゴータ車両製造人民公社の2軸車（付随車、B59形）。92と同様の経緯を経て動態保存に使用されている[19]。

### 導入予定の車両
2019年、ツヴィッカウ市電を運営するツヴィッカウ都市交通事業はライプツィヒ市電（ライプツィヒ）とゲルリッツ市電（ゲルリッツ）の運営事業者と共同で新型車両の導入を発表し、入札を経て2021年にハイターブリックとキーペ・エレクトリックのコンソーシアムであるLEIWAGへの発注が決定した。そのうちツヴィッカウ市電に導入される車両は全長30 m級の超低床電車で、2023年以降6両の導入が確定している他、オプション分として6両の追加発注も可能な契約が結ばれている。